# 嗜铬细胞瘤
嗜铬细胞瘤（pheochromocytoma），广义上是起源于肾上腺髓质、交感神经节或其他部位嗜铬组织的嗜铬细胞肿瘤，狭义上特指发生在肾上腺髓质者，或是统称PPGL（pheochromocytoma and paraganglioma，嗜铬细胞瘤和副神经节瘤）。由于瘤体持续或间断地释放大量儿茶酚胺，因而引起持续性或阵发性高血压和多个器官功能及代谢紊乱。
约80-85%嗜铬细胞瘤生长在肾上腺髓质，但有少数（15-20%）生长在肾上腺髓质外副神经节系统（又称副神经节瘤）。绝大多数为散发性，少数为家族性。临床表现多变，主要表现为儿茶酚胺分泌过多引起的症状和体征，特别是阵发性高血压，其他如心率快、心悸、头晕、头痛、亢奋、发热、多汗等交感神经兴奋现象。嗜铬细胞瘤患者年齡大多為20歲至50岁之間。肿瘤若为头颈部的副神经节瘤，還會造成患者出現耳鸣、听力丧失、呼吸困难和声音嘶哑等症狀。

## 治疗
手术是肾上腺嗜铬细胞瘤和肾上腺外副神经节瘤的一线治疗方案。对于大多数患者而言，微创手术，如腹腔镜肾上腺切除术，通常是首选技术。研究表明，经验丰富的外科医生可以安全地通过腹腔镜手术切除大多数嗜铬细胞瘤，即使患者的肿瘤直径超过6cm。
转移性嗜铬细胞瘤/副神经节瘤治愈的可能性很小，但应根据具体情况考虑手术切除原发肿瘤或转移性病灶。减瘤手术可以通过减少儿茶酚胺的分泌来改善症状和潜在的预后。由于嗜铬细胞瘤/副神经节瘤可大量分泌儿茶酚胺，患者术前应使用 α 受体阻滞剂（如酚苄明）治疗 10-14 天。
对于转移性嗜铬细胞瘤/副神经节瘤，目前暂无治愈性治疗方案，治疗策略的主要目标是控制儿茶酚胺的过度分泌和肿瘤负荷。治疗选择包括观察和等待（包括控制高血压的α受体阻滞剂）、局部治疗、放射性药物和分子靶向治疗等。个体化治疗方案需要由专业的多学科团队与患者共同讨论决定。